# 코로르-바벨다오브 다리

KB 브릿지 지도

코로르-바벨다오브 다리(Koror-Babeldaob Bridge) 또는 일본-팔라우 우호의 다리(Japan-Palau Friendship Bridge), KB 브릿지(K-B Bridge)는 팔라우의 옛 수도인 코로르섬과 바벨다오브섬을 잇는 413m의 콘크리트제 다리. 과거 붕괴 사고가 일어나 현재의 다리는 2002년에 재건된 것이다.

## 개요
코로르섬과 바벨다오브섬 간에는 폭 약 250m, 수심 약 30m의 해협으로 떨어져 있으며, 다리가 완성되기 전에는 배를 통해 왕래했다. 팔라우 국토 개발을 추진하기 위해서 두 섬을 잇는 다리가 필요하다고 여겨졌다. 팔라우 정부 성립 이전인 태평양 제도 신탁통치령 정부 시절에 계획이 추진되었다.

## 구 KB브릿지

### 구교의 건설

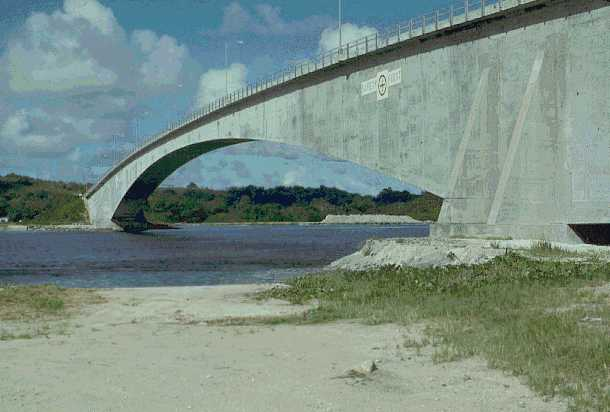
구 KB브릿지

1977년, 한국인 이찬우가 사장인 건설 회사 SOCIO가 섬을 잇는 콘크리트 다리를 건설했다. 설계상 풍속 67m의 폭풍과 심한 흔들림에도 견딜 수 있을 것으로 보았다. 또한 건설업자 선정입찰 때 SOCIO가 카지마건설이 제시한 액수의 절반수준의 입찰가격을 제시하여 낙찰되었다. 건설 직후 다리 중앙부가 움푹 들어가 20년도 지나지 않아 약 1.2m나 함몰했다. 세계 각국의 회사가 보수, 보강 공사를 진행했지만 1990년에 팔라우 정부는 230만 달러를 들여 보강 공사를 실시했다.

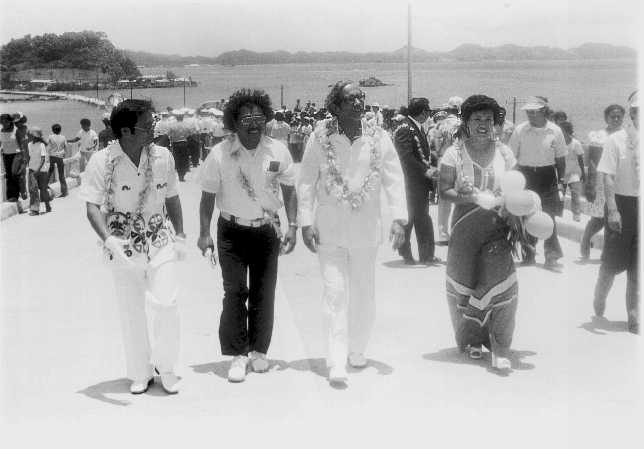
SOCIO사장도 참가했던 KB브릿지 개통식
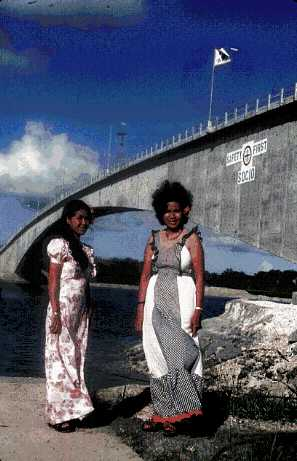
'안전제일'이라고 쓰여진 다리와 그 위에 나부끼는 태극기

### 구교의 붕괴

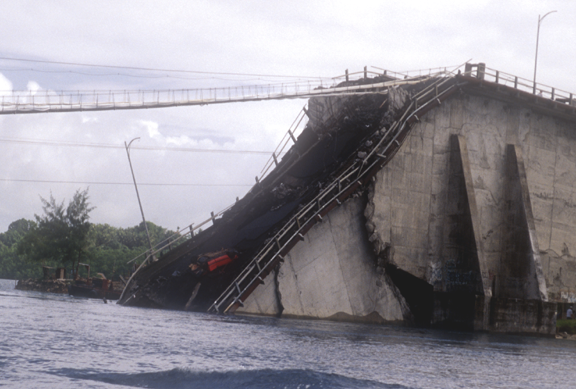
붕괴된 구 KB브릿지

1996년 9월 26일 오후 5시 35분경, 굉음과 함께 갑자기 중앙부에서 두동강이 나며 붕괴되었다. 2명이 사망, 4명이 부상을 당했다. 다리는 코로르섬에서 공항으로 향하는 유일한 도로일 뿐만 아니라, 바벨다오브섬에서 코로르섬으로 공급되던 전기, 수도, 전화 등 생명선이 지나고 있었기에 수도기능이 마비되어 구니오 나카무라 대통령은 국가비상사태선언을 발령했다. "암흑의 9월 사건(Black September)"으로 알려져 있다.
그 직후 관민이 손을 잡고 복구 작업이 진행되어 9월 30일 긴급 송전선을 부설하여 전선이 복구 되었다. 뒤이어 10월 6일에는 다리 양쪽에서 소방용 호스를 이용하여 제한적이었지만 수도를 복구시켰다. 또 교통수단으로서 선박이 부활했다.
KB브릿지 붕괴로 인하여 각국도 지원을 시작했다. 일본도 음료수 긴급수송과 가설교 설치 등 지원에 힘썼다.
이 다리에 관해서는 건설당초부터 부실공사 의혹이 지적되었고 주민은 피난로를 확보하기 위해 자동차 창문을 열어 느리게 서행하는 등 자구책을 강구했다. KB브릿지는 한글과 알파벳으로 비문이 새겨진 기념비만 남아있지만 누군가에 의해 'KOREA'라는 문자가 지워졌다.

## 일본-팔라우 우호의 다리

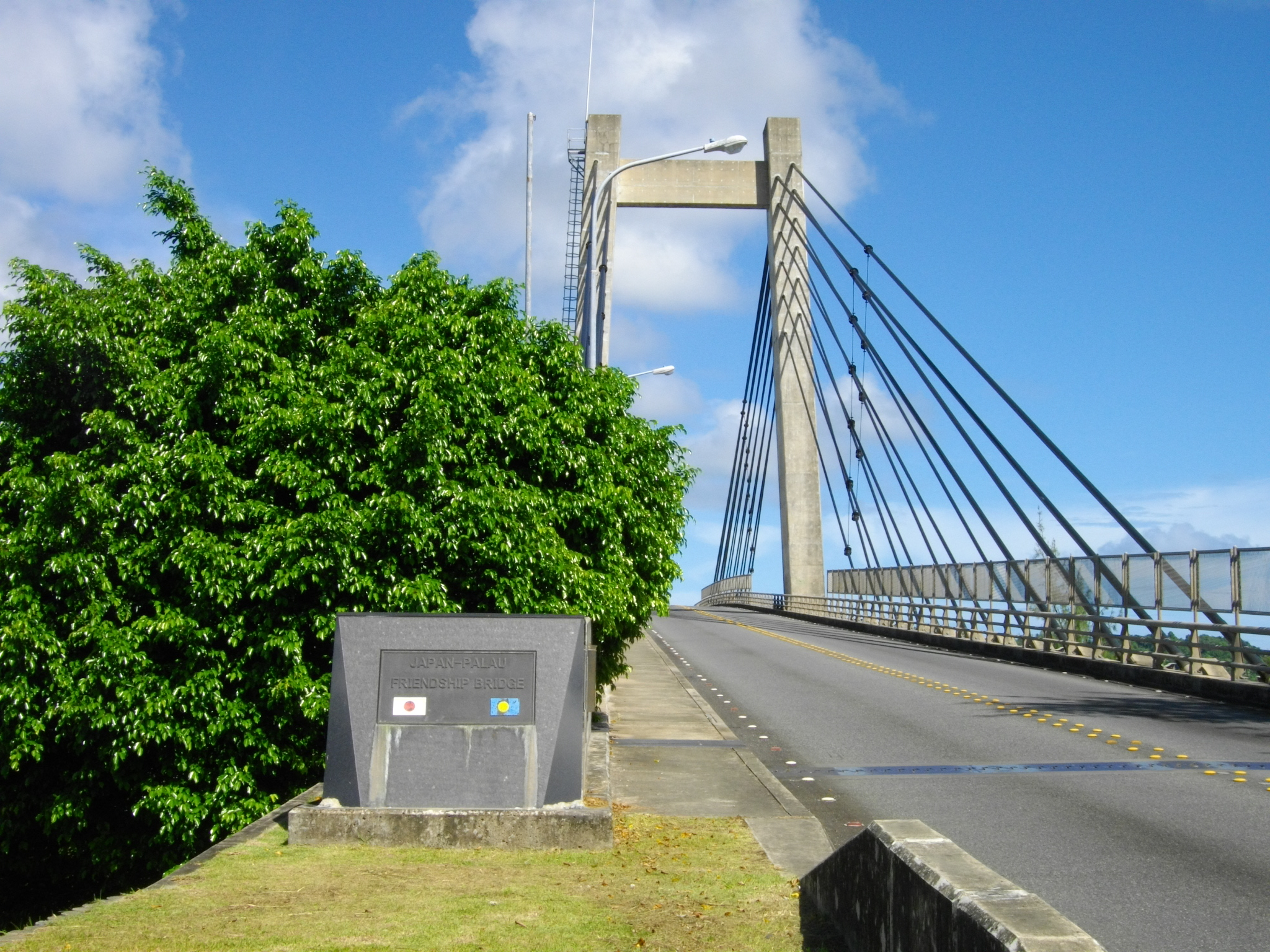
신교의 기념비

2002년 1월, 일본의 정부개발원조(ODA)에 의해 재건된 엑스트라도즈드교. 정식명칭은 "일본-팔라우 우호의 다리(Japan-Palau Friendship Bridge)"이며 통칭, "일본 팔라우 우호교"로 불린다. 설계상 내용연수는 50년이다.
팔라우 정부가 재정적인 이유로 자금 지원을 단념했다. 1997년에 일본의 무상원조로 다리 재건이 결정되어 카지마 건설이 재건 업무를 맡았다.
구교와 같은 위치에 건설되었지만 구교의 콘크리트가 저품질이었기에 구교 잔존부를 재이용하지 않고 처음부터 다시 짓게 되었다. 5년 뒤인 2002년 1월에 다리를 완성하여 1월 11일에 개통식 행사가 열렸다. 이 새로운 다리의 기념비에는 일본-팔라우 우호의 다리라고 새겨져 우호의 상징으로서 양국 국기가 그려져 있다. 이 다리와 양국 국기는 다리 완성 후 2012년 1월에 팔라우 우편국에서 발매한 건설 10주년을 기념하는 기념 우표에도 그려져 있다.
2002년에는 일본 토목학회 다나카상을 수상했다.

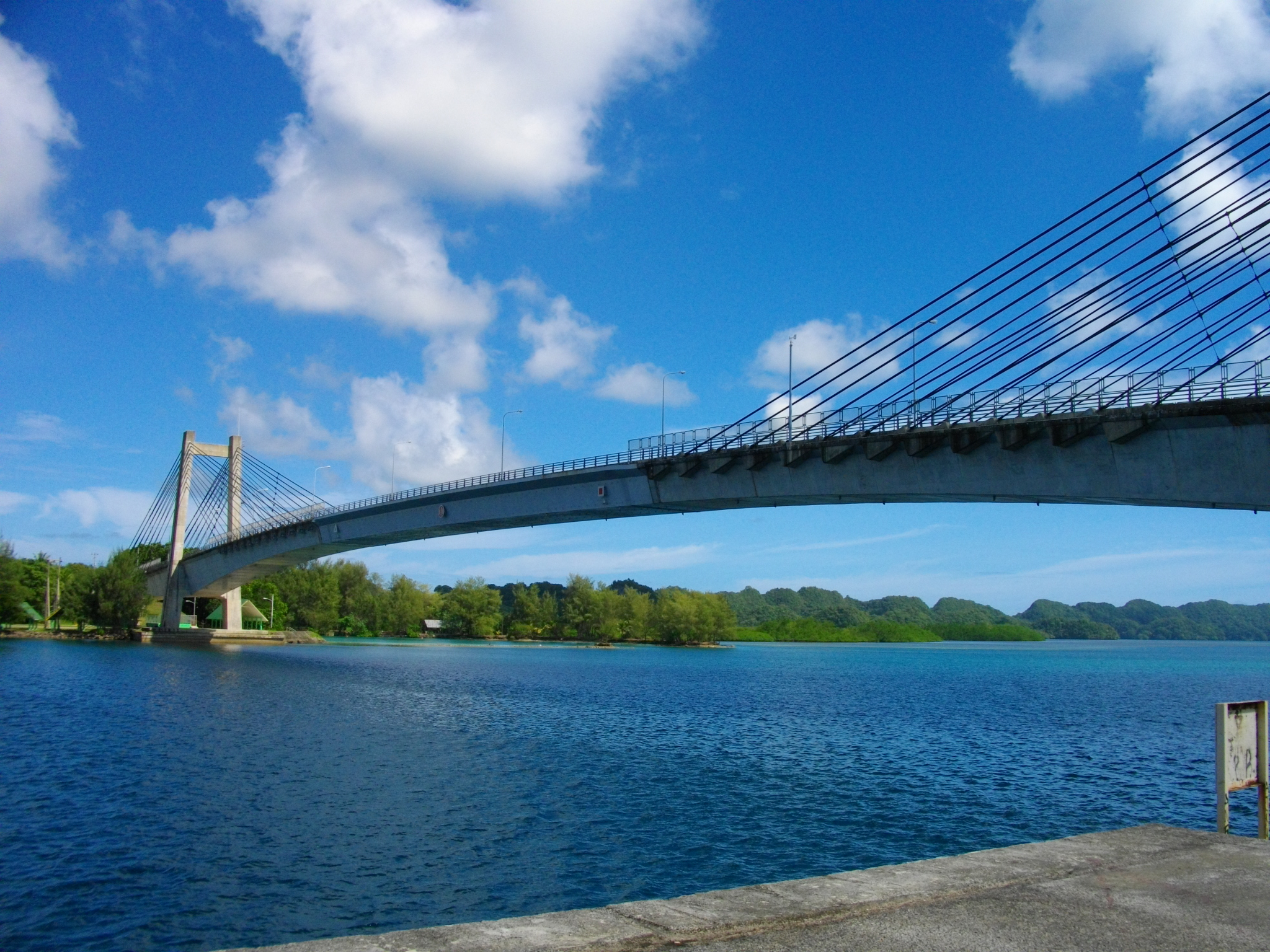
코로르섬에서 본 다리
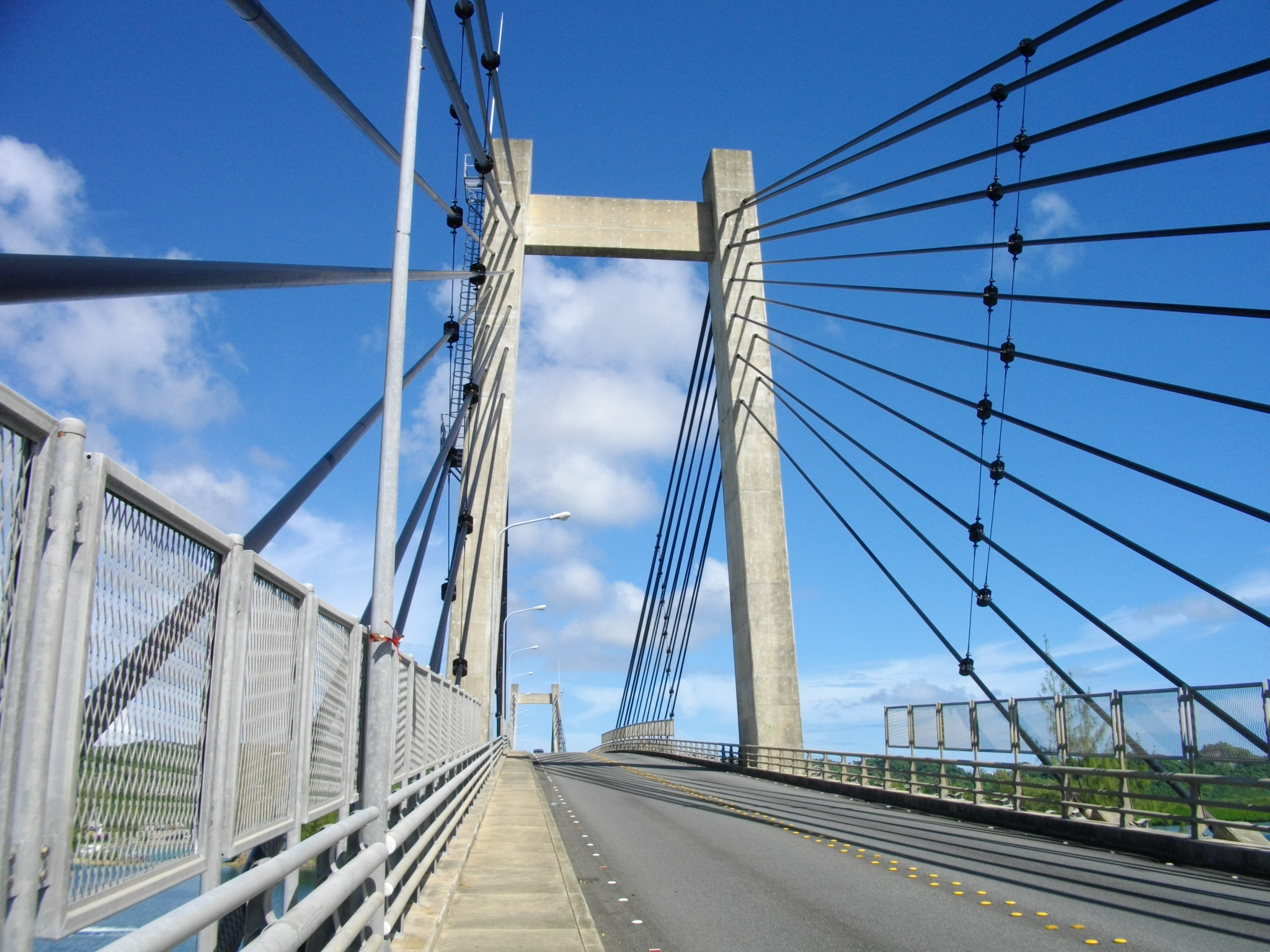
다리 위에서
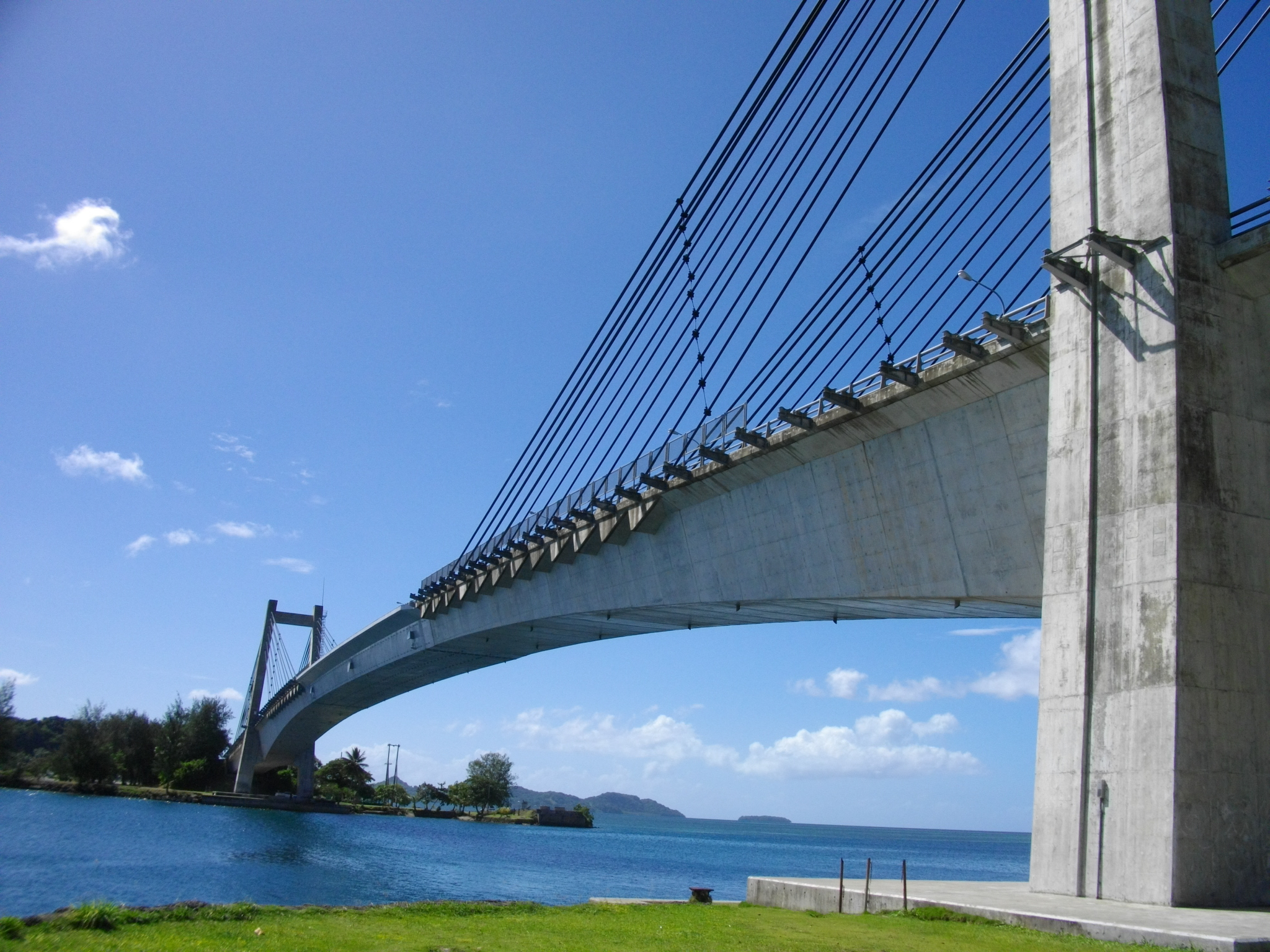
바벨다오브섬에서 본 다리